# 斯波義將
斯波義將（觀應元年/正平5年-應永17年5月7日、1350年-1410年6月9日）是日本室町時代的武將。父親為室町幕府創業元勳斯波高經，母親不詳。正室為吉良滿貞的女兒，兒子斯波義重。別名為勘解由小路殿。官位為從四位下左兵衛督、右衛門督、從三位。

## 經歷
斯波義將是斯波高經第四子，自幼受到父親的溺愛。康安元年/正平15年，斯波義將11歲元服。13歲時父親向將軍足利義詮推薦為幕府執事，是為初代管兵領。貞治5年/正平21年（1366年）8月發生貞治之變，斯波氏失權，細川賴之繼任成為管領。翌年，父親斯波高經逝世，幕府赦免了斯波氏，重新任用斯波義將為越中守護。其後，斯波義將平定桃井氏之亂，有力地控制越中。
天授5年/康曆元年（1379年），發生康曆政變，反對細川賴之一派的守護大名為首的斯波義將、土岐賴康包圍了將軍足利義滿的邸宅，要求罷免賴之。因此賴之被免去了管領一職，由斯波義將取代。幕府中的人事全被斯波義將一派所取代，斯波義將下達命令討伐退回領國伊予的細川賴之。但足利義滿卻在康應元年/元中6年（1389年）以賴之是幕府元老為由而赦免。
明德2年/元中8年（1391年）斯波義將辭任管領之職、返回領國越前。細川賴之養子，亦是其異母弟細川賴元繼任為管領。明德4年/元中9年（1393年）細川賴元接替逝世的細川賴之為土佐、讃岐等4國守護，而辭任管領之職。斯波義將第三度出任管領。應永元年（1394年）足利義滿辭任將軍之職，讓位給兒子足利義持，自己則隱居繼續執掌政治。翌年（1395年）足利義滿出家，法號道義。斯波義將亦追隨他出家，法號法苑寺殿道將雪溪。
應永5年（1398年），斯波義將第三度辭任管領之職，由畠山基國繼任。應永6年（1399年）大内義弘舉兵討伐幕府，兒子斯波義重從軍平定應永之亂有軍功。應永之亂後，足利義滿封賞斯波義重為尾張、遠江等5國守護之職。
應永15年（1408年），足利義滿逝世，朝廷追贈其為「鹿苑院太上法皇」，其子足利義持因斯波義將的強烈反對而辭退了此封號。應永16年（1409年）6月，斯波義將替代當時任職管領的斯波義重而第四度出任管領之職。同年8月，斯波義將再將管領之職交付於其11歲的孫子斯波義淳。應永17年（1410年）5月7日，斯波義將逝世，享年61歲。
斯波義將在第3代將軍足利義滿以及室町幕府全盛時代獲得支持，在義滿死後為，他又為足利義持輔政，由康暦政變至逝世，在30多年間以幕府宿老身份及四度成為管領，令斯波氏對幕府有很大的影響力。幕府內三管領中，斯波氏與相比兩大家族細川氏及畠山氏，在斯波氏成為三管領後有效控制幕府，成為三管領之首。